# Луб’янці (Дальнеконстантиновський район)
Луб’янці (рос. Лубянцы) — село в Дальнеконстантиновському районі Нижньогородської області Російської Федерації.
Населення становить 96 осіб. Входить до складу муніципального утворення Тепелевська сільрада.

## Історія
Від 2009 року входить до складу муніципального утворення Тепелевська сільрада.

## Населення
| 2002 | 2010 |
| ---- | ---- |
| 116  | ↘96  |